# 草垣群島
草垣群島（くさがきぐんとう）は、坊ノ岬（鹿児島県南さつま市）の南西約80kmの東シナ海に位置する無人島群。鹿児島県南さつま市（旧笠沙町）に属する。縄文時代から古墳時代に至る遺跡がある。

## 概要
北から上ノ島、中ノ島、下ノ島などで急峻な地形を持つ小島からなる。45kmほど東方沖に黒島が、35kmほど北方沖に宇治群島がある。
- 経緯：北緯30度50分48秒、東経129度25分57秒
- 面積：0.68km2
- 地理：黒潮（日本海流）の中にあるため、海産物に富んでおり、釣り人が多く訪れる。
- 自然：カツオドリやオオミズナギドリの繁殖地となっており、鳥獣保護区に指定されている（2003年指定）[1]。

## 主な島々
多数の小島・岩礁からなる。国土地理院地図によると名前のある主島は次の4つである。
- 上ノ島：周囲約4km、標高132m[1]、面積0.05km2。国指定草垣鳥獣保護区の特別保護地区に指定されている。
- 下ノ島
- 中ノ島
- 南小島

## 交通
- 薩摩半島の串木野港、枕崎漁港などから釣り客を乗せる瀬渡し船が出ており、およそ3時間の行程。
- 上ノ島には唯一船着場と、灯台やヘリポートも設置されている[2]。

## 遺跡
1971年（昭和46年）、上ノ島は草垣島灯台（1932年（昭和7年）初点灯）のヘリポート建設時に発掘が行われ、縄文時代から古墳時代に至る土器片や石斧・石鏃などの石器類、その原料となる黒曜石・石英、須恵器の破片や耳飾りなどの軟玉製品が出土している。

## 歴史
戦前まではカツオ漁の漁師による季節定住が見られた。
下ノ島では1939年（昭和14年）から「草垣島鉱山」の名で燐鉱石（グアノ）が採掘され、太平洋戦争の激化による中断の後、終戦後にも数年間採掘された。
戦後は上ノ島の草垣島灯台に職員が駐在していたこともあったが、現在は無人化している。